# چارلز جی. استومار
چارلز جی. استومار (انگلیسی: Charles J. Stumar؛ ۲۸ اوت ۱۸۹۰ – ۱۹۳۵) یک فیلم‌بردار اهل ایالات متحده آمریکا بود. 

## فیلم‌شناسی
- گوژپشت نتردام
- مومیایی
- سکس
- کلبه عمو تام
- دختر گایتی
- صحرا
- عشق